# Alicia de los Ríos Merino
Alicia de los Ríos Merino (San José Bachíniva, Chihuahua, México, 22 de septiembre de 1952) alias Susana es una estudiante, activista y guerrillera mexicana. Se desconoce su paradero desde 1978 cuando fue detenida por elementos de la Dirección Federal de Seguridad.

## Biografía
Realizó estudios de ingeniería en el Instituto Tecnológico de Chihuahua. En 1972 se involucró en la huelga estudiantil tecnológica demandó un consejo técnico resolutivo, en el que el estudiantado pudiera intervenir.
En la primavera de 1973  formó parte de la fundación regional de la Liga Comunista 23 de Septiembre (LC23S), en Ciudad Juárez. Tras la crisis interna de la organización, Alicia fue expulsada. Vivió un año en Sinaloa, en los campos jornaleros. El 22 de enero de 1976, fue recibida nuevamente por la insurgencia, en la fuga del penal de Oblatos, en Guadalajara, Jalisco, como parte del comando del exterior que ayudó a seis presos políticos a escapar.
Ahí conoció a Enrique Pérez Mora alias Tenebras, con quien procreó a su hija Alicia. Tras la muerte de su compañero, Alicia fue designada como responsable militar en el Valle de México. 
Como parte de la brigada de la LC23S "Ignacio Salas Obregón" habría participado junto a César Antonio Solís Rodríguez alias Karateca en el intento de secuestro a Margarita López Portillo y formó parte del comité externo que realizó la Fuga del penal de Oblatos, en Guadalajara. Y el 27 de septiembre de 1977 habría participado en el asesinato de Margarita Wurtz de Keller, madre de Lorena Keller Wurtz, a quien alias Susana y alias Karateca intentaban secuestrar en la Ciudad de México.
El 5 de enero de 1978 fue detenida Leticia Galarza Campos, otra integrante de la LC23S, por agentes de la Brigada Especial o Brigada Blanca, quien confesó que a las 16:30 de ese día tendría una cita clandestina con alias Susana y alias Karateca en el cruce de las avenidas Cien Metros e Instituto Politécnico Nacional en la hoy alcaldía Gustavo A. Madero. Agentes montaron un operativo para su detención, en la que ambos se defendieron con armas de fuego y explosivos caseros, resultando herida de bala en el hombro izquierdo alias Susana y alias Karateca muerto por el enfrentamiento Desde entonces es detenida desaparecida por el estado mexicano, ha sido una de las personas más vistas por testigos sobrevivientes de las instalaciones militares. 
Tras ese hecho fue interrogada y torturada con el fin de que revelara más información sobre la organización en la que militaba. Posterior a ello participó en la identificación forzada tanto de domicilios como de personas de la liga. En abril de 1978 José Alfredo Medina Vizcaíno alias Guaymas fue detenido y llevado a las instalaciones del Campo Militar número 1 en la Ciudad de México, en donde fue identificado por De los Ríos. Otro testimonio, el de Amanda Arciniega Cano, reseña que en 1980 fue vista por ella al ser identificada, siendo conducida por Miguel Nazar Haro y Alberto Estrella. Un testimonio la identificó viva en 1983. Posterior a ese hecho las autoridades mexicanas ocultaron su paradero real, diciéndole a su familia que se fue a Cuba.
Su familia continúa la búsqueda desde entonces, El caso es representado por el Centro de Derechos Humanos Miguel Agustín Prodh ante instancias nacionales e internacionales. En 2002 la Fiscalía Especial para Movimientos Sociales y Políticos del Pasado (Femospp) recibió la denuncia por desaparición forzada por parte de la familia De los Ríos Merino, misma que ante la carencia de resultados realizó en 2011 una denuncia ante la Comisión Interamericana de Derechos Humanos.